# Der gelbe Bleistift
Der gelbe Bleistift ist eine 2000 erschienene Sammlung von Reiseberichten des Schweizer Schriftstellers Christian Kracht. Die Berichte entstanden in den Jahren 1992 bis 1999 und handeln von Krachts Erlebnissen in verschiedenen Ländern Südostasiens, Japan, Pakistan und Aserbaidschan und erschienen zuerst in seiner gleichnamigen Kolumne in der Welt am Sonntag.

## Inhalt
In den insgesamt 20 Berichten beschreibt Kracht vornehmlich verschiedene eigene Erlebnisse, Beobachtungen und Empfindungen in Südostasien. Er stellt hier sein eigenes Leben als Bonvivant zwischen Restaurants, Bars, dem Austausch mit seiner nie namentlich genannten, aber immer hoch gelobten Begleiterin, Begegnungen mit Persönlichkeiten wie dem Botschafter Kroatiens oder dem Schriftsteller Benjamin von Stuckrad-Barre, der Veränderung der beschriebenen Länder aufgrund des wirtschaftlichen Aufschwungs, der Beobachtung von Touristen und Einheimischen und vielem mehr dar.
Lediglich drei Berichte handeln von Erlebnissen außerhalb Südostasiens: In Im Land des Schwarzen Goldes (1998) erzählt er vom Ölboom in Aserbaidschan und seinen Erlebnissen in der Hauptstadt Baku, in Der Islam ist eine grüne Wiese, auf der man sich ausruhen kann (1996) berichtet er von einem Dorf nahe der pakistanischen Stadt Peschawar, das sich der Herstellung und dem Handel verschiedener Waffen verschrieben hat und von eigenen Erlebnissen beim Abfeuern einer Panzerfaust, und in Lob des Schattens (1999) beschreibt er einen kurzen Japan-Aufenthalt im Kontrast zu dem von ihm deutlich chaotischer wahrgenommenem Bangkok.
Der letzte der Berichte fällt insofern aus der Reihe, als dass er kein eigentlicher Reisebericht ist und auch nicht in der Ich-Perspektive geschrieben wurde. Der Doktor, das Gift und Hector Barantes (1996) ist vielmehr eine Kurzgeschichte über einen drogensüchtigen Arzt und späteren Professor, der über seinen mäandernden Lebensweg und seine Begegnungen mit verschiedenen Personen, darunter auch bekannte wie Allen Ginsberg, sinniert.

## Rezeption
Der Spiegel, für den Kracht ehemals als Indien-Korrespondent arbeitete, besprach die Berichtesammlung. Darin sowie auf dem Buchdeckel finden sich durchaus gemischte Rezeptionen des Buches. Während einige Medien das Buch stilistisch wie inhaltlich kritisieren – „Pennälerprosa“ (taz), „reaktionäres Schnöseltum“ (Die Woche), „sozialen Überlegenheitsposen dieses wohlhabenden Taugenichts“ (Zeit), „Kracht sieht aus wie ein reicher Buchhalter und raucht wie eine Frau“ (SZ) – sind andere voll des Lobes: „Ein Hauch von Genialität weht durch ihn“ (Bunte), „ein literarischer Sundowner“ (Harald Schmidt), „ein anregend-köstliches Buch“ (Männer Aktuell).

## Ausgaben
- Christian Kracht: Der gelbe Bleistift. Mit einem Vorwort von Joachim Bessing, Kiepenheuer und Witsch, Köln 2000